# Panduri (instrument muzical)
Panduri (în georgiană ფანდური) este un instrument muzical tradițional georgian⁠(d) cu trei coarde ciupite⁠(d), răspândit în toate regiunile din estul Georgiei⁠(d) (cum ar fi Pshavi⁠(d)-Khevsureti⁠(d), Tusheti⁠(d), Kakheti⁠(d) și Kartli⁠(d)). Panduri este folosit în general pentru acompanierea solo a cântecelor eroice, umoristice și de dragoste, precum și a dansurilor.

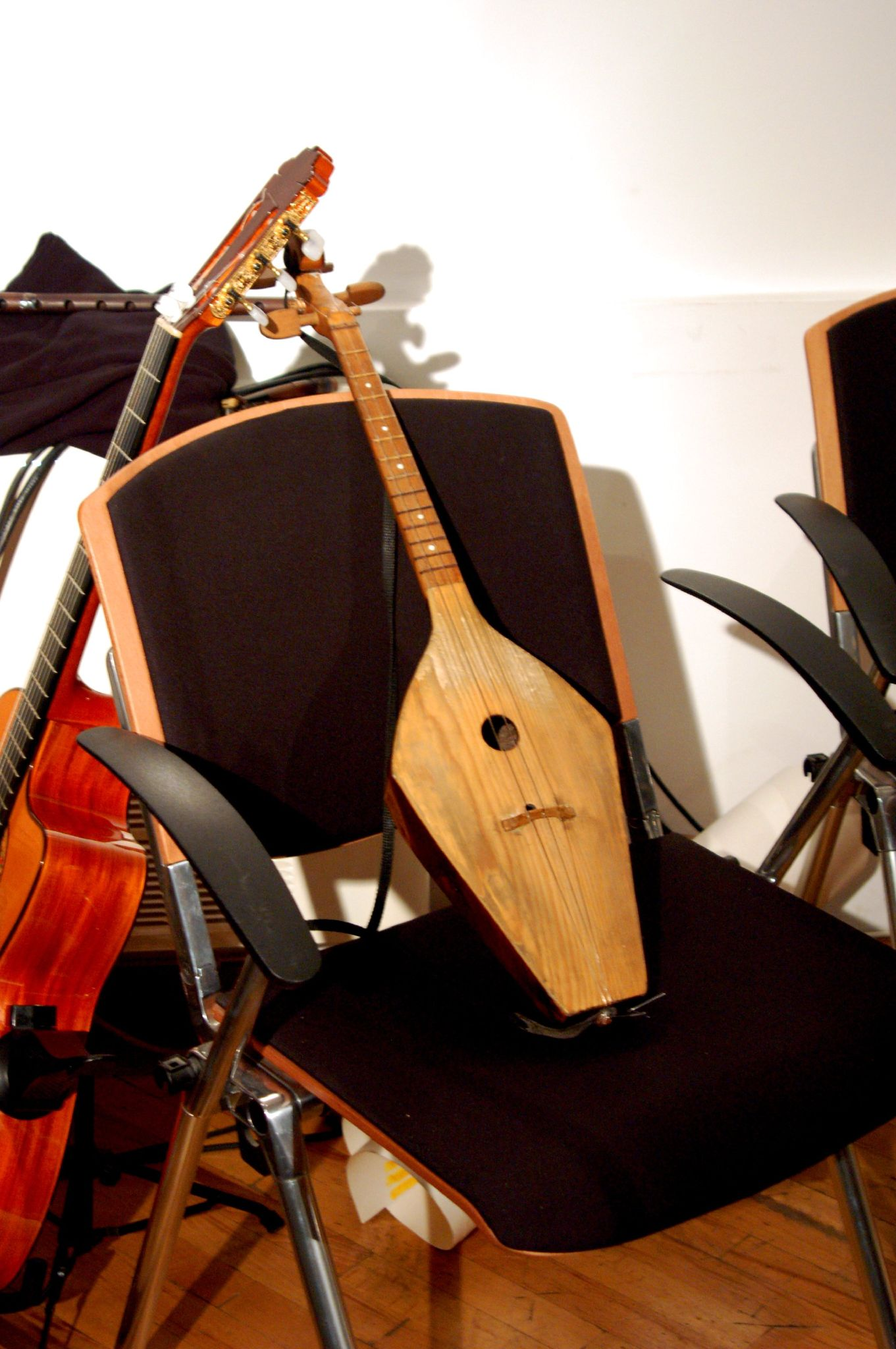
Vedere frontală a unui panduri

## Tipuri
- Panduri cu trei coarde: G-A-C sau E-B-A sau A-C#-E
- Panduri cu două coarde: D-C#[2]

## Confecționare
Tastele unui panduri sunt realizate în mod tradițional din lemn încrustat în gâtul instrumentului, de obicei șapte taste pentru o octavă, dar în zilele noastre pot fi găsite și tastiere „cromatice” cu taste metalice. Corpul instrumentului are de obicei o formă de lopată, terminată mai rar cu un cap cu laturi paralele. În mod tradițional, el este confecționat dintr-o singură bucată de lemn, dar poate fi realizat, de asemenea, din mai multe doage (ca o lăută).

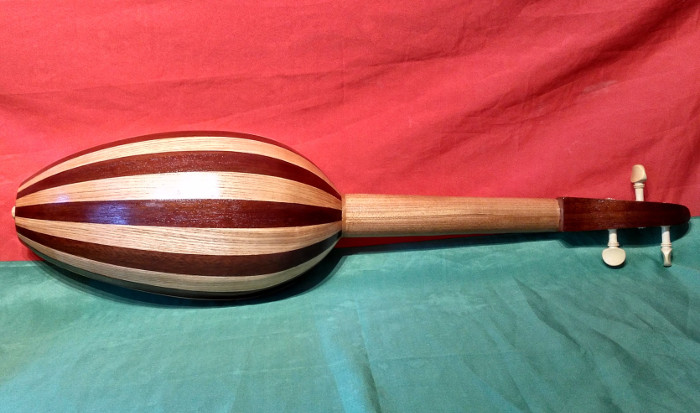
Vedere din spate a unui panduri cu corpul format din doage
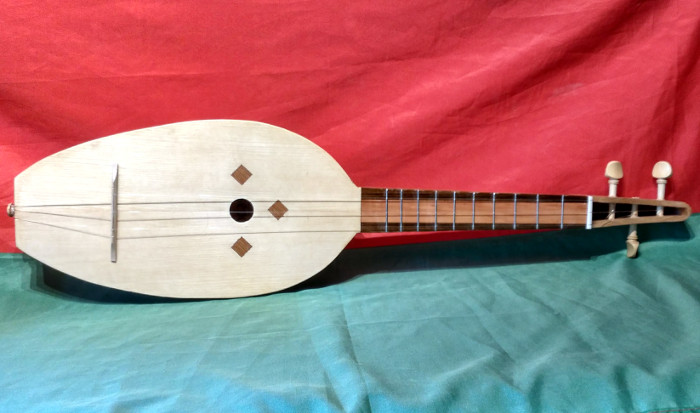
Vedere frontală a unui panduri cu corpul format din doage
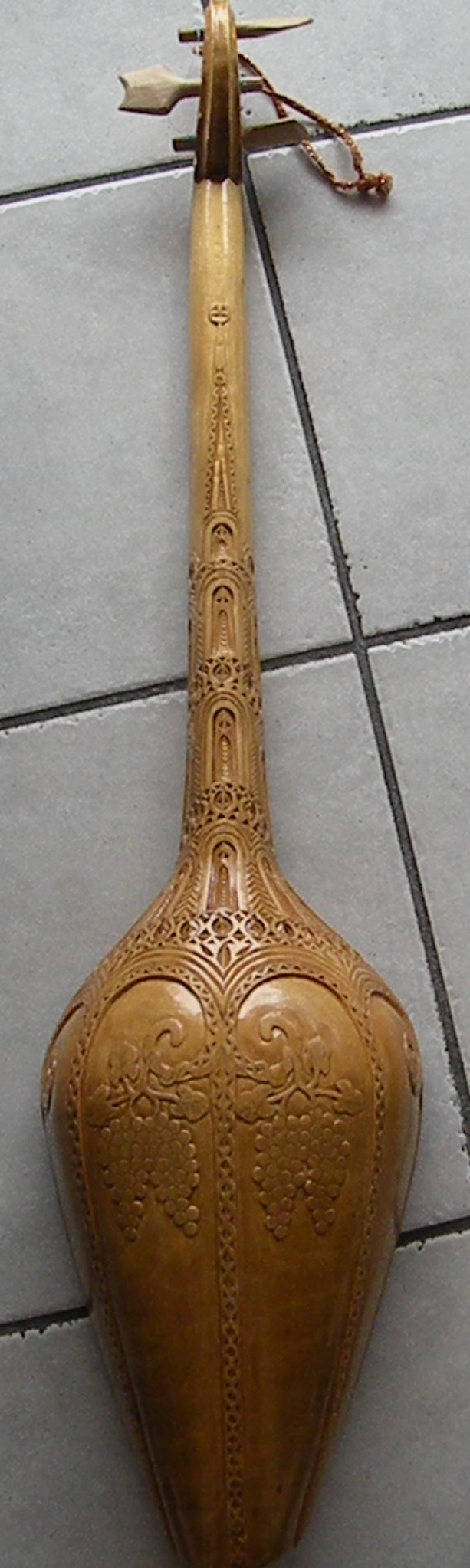
Vedere din spate a unui panduri georgian (versiunea sculptată)

## Variante și instrumente asemănătoare
Panduri-ul este o lăută cu trei coarde originară din regiunile înalte și joase din estul Georgiei, folosită adesea pentru susținerea ritmică și corală a melodiei vocale și la care se cântă de obicei prin zdrăngănire (strumming⁠(d)).
În Georgia există două tipuri de panduri: unul este panduri-ul tradițional „folk”, care are de obicei șapte taste și reproduce într-o mult mai mare măsură structura gamelor din sistemul de game georgian neoccidental. Al doilea tip este panduri-ul „cromatic”, care are aceleași diviziuni tonale ca o chitară și este capabil să reproducă toate semitonurile gamei temperate occidentale. Este întâlnit uneori și în vestul Georgiei (îndeosebi în regiunile Imereti⁠(d) și Racha⁠(d)). Panduri-ul cu două coarde a continuat să fie folosit în regiunea Khevsureti.
Uneori, panduri-ul este numit în mod eronat „chonguri”, dar chonguri⁠(d) este un instrument complet diferit, care provine din regiunea vestică a Georgiei; el nu are taste și are o a patra coardă, un burdon cu jumătate de lungime. În plus, chonguri este un instrument la care cântă în principal femeile, în timp ce la panduri cântă de obicei bărbații.
Un instrument similar se găsește în Cecenia, unde este cunoscut ca: Phandar⁠(d), pondar, ponder, pandir, pandur, dechig pondur, adkhoku pondur, dakhch pandr, or merz ponder.